# NGC 7289
NGC 7289 (również PGC 68980) – galaktyka soczewkowata (S0), znajdująca się w gwiazdozbiorze Ryby Południowej. Odkrył ją John Herschel 25 września 1834 roku.